# Barbara Magdalena Ahren
Barbara Magdalena Ahren (* 30. Jänner 1950 in Salzburg; † 6. Mai 2021 in Ennetbaden) war  eine österreichisch-schweizerische Schauspielerin und Theaterregisseurin.

## Leben
Barbara Magdalena Ahren begann nach der Matura eine Ausbildung an der Akademie für Musik und darstellende Kunst in Graz. Es folgten Theaterengagements in Hamburg, Düsseldorf, Darmstadt und Zürich.
Einem breiten Publikum bekannt wurde sie durch verschiedene Rollen in Folgen der Fernsehreihe Tatort. 1999 spielte sie in dem Tatort Das Glockenbachgeheimnis neben Iris Berben die weibliche Hauptrolle als Cafébesitzerin Doris. Zwischen 1998 und 2003 spielte sie die Rechtsmedizinerin Prof. Dr. Konstanze Korda in der RTL-Serie Die Cleveren.
Daneben sah man sie auch in Kinofilmen wie Bandits, Anatomie und Die weiße Massai.
2007 arbeitete sie am Berner  Puppen Theater sowie am Kellertheater Winterthur, wo sie u. a. mit einer Lesung von Christa Wolfs Kassandra zu sehen war. In der Saison 2009/10 war sie dort mit der szenischen Lesung Genie und Wahn: Nikolai Gogol zu Gast.

## Filmografie (Auswahl)
- 1978: Heidi (Fernsehserie, 4 Folgen)
- 1988: Fest im Sattel (Fernsehserie, 5 Folgen)
- 1982: Tatort – Der unsichtbare Gegner
- 1988: Tatort – Die Brüder
- 1989: Die Männer vom K3 (Fernsehserie, Folge 1x06)
- 1992: Heiß – Kalt
- 1993: Brandnacht
- 1995: Tatort – Frau Bu lacht
- 1995: Nebelläufer
- 1997: Bandits
- 1997: Das Leben ist ein Spiel
- 1998–2006: Die Cleveren (Fernsehserie, 43 Folgen)
- 1999: Tatort – Das Glockenbachgeheimnis
- 1999: Sieben Tage bis zum Glück (Fernsehfilm)
- 1999: Schwarz greift ein (Fernsehserie, Folge 3x04)
- 2000: Tatort – Tödliches Verlangen
- 2000: Anatomie
- 2000: Enthüllung einer Ehe (Fernsehfilm)
- 2000: Orgienhaus
- 2001: Doppelter Einsatz (Fernsehserie, Folge 7x03)
- 2001: Wilsberg und der Mord ohne Leiche (Fernsehreihe)
- 2001, 2013: SOKO 5113 (Fernsehserie, Folgen 20x05, 39x03)
- 2002: Die Strandclique (Fernsehserie, Folge 2x07)
- 2002: Der Mann von nebenan (Fernsehfilm)
- 2002: Der Ermittler (Fernsehserie, Folge 2x05)
- 2002: Feuer und Flamme (Fernsehfilm)
- 2002: Schlosshotel Orth (Fernsehserie, Folge 6x07)
- 2003: Gott ist tot
- 2003: Im Namen des Gesetzes (Fernsehserie, Folge 8x01)
- 2004: Samba in Mettmann
- 2004: Edel & Starck (Fernsehserie, Folge 3x05)
- 2004: Unter weißen Segeln (Fernsehreihe, Folge 1x02)
- 2005: Tatort – Am Abgrund
- 2005: Die weiße Massai
- 2005: Verführung für Anfänger
- 2005: Der Mann von nebenan lebt! (Fernsehfilm)
- 2005: SOKO Wien (Fernsehserie, Folge 1x07)
- 2006: Spezialauftrag: Kindermädchen (Fernsehfilm)
- 2006: Inga Lindström – In den Netzen der Liebe
- 2008: Das Geheimnis von Murk
- 2008: Das Geheimnis der Königssees (Fernsehfilm)
- 2008: Liebe, Babys und ein großes Herz – Neue Wege (Fernsehreihe)
- 2009: Sterne über dem Eis (Fernsehfilm)
- 2010–2011: Rote Rosen (Soap)
- 2010: Charley’s Comeback (Fernsehfilm)
- 2012: In aller Freundschaft (Fernsehserie, Folge 14x28: Es ist, wie es ist)
- 2012: Der Bergdoktor – Virus (Fernsehfilm)
- 2013: Nicht ohne meine Enkel (Fernsehfilm)
- 2014: Die Kraft, die Du mir gibst (Fernsehfilm)
- 2015: Unter Gaunern (Fernsehserie, 8 Folgen)
- 2016: Tatort – Freitod
- 2018: WaPo Bodensee (Fernsehserie, Folge Abgerutscht)
- 2019: SOKO Köln (Fernsehserie, Folge In unserem Veedel)